# Lysandra rubromaculata
Lysandra rubromaculata är en fjärilsart som beskrevs av Charles Oberthür 1909. Lysandra rubromaculata ingår i släktet Lysandra och familjen juvelvingar. Inga underarter finns listade i Catalogue of Life.